# Fernando Dianderas
Juan Fernando Dianderas Ottone (n. 1945) es un teniente general retirado de la Policía Nacional del Perú (PNP). Fue director general de dicha institución, así como el último ministro del Interior del gobierno de Alberto Fujimori, de octubre a noviembre de 2000. Fue el primer oficial de la PNP en recibir el grado honorífico de general y el primero en ser ministro del Interior. Procesado por diversos delitos de función cometidos bajo el gobierno fujimorista, estuvo preso durante siete años, hasta que fue indultado por motivos de salud en el 2008.

## Biografía
Egresó de la Escuela de Oficiales de la Guardia Civil del Perú en 1966, como parte de la Promoción «Teniente GC Guillermo Alcantara Mena». Posteriormente hizo estudios de Agregado Policial en Colombia entre 1988 y 1989; y un curso en el Instituto Nacional de Estudios Policiales.
Empezó trabajando en la 24.ª Comandancia del Potao; luego sirvió en diversas unidades de la policía tanto en Lima como en Cajamarca. Ya con el grado de comandante, fue destacado a la Municipalidad de Lima, durante la gestión de Eduardo Orrego Villacorta. Luego pasó a ser jefe de la Comandancia de Guardia Civil, en el Callao. Trabajó después en las unidades de Patrullaje Motorizado.
Ascendido a general, fue nombrado director de Seguridad Vial, cargo que desempeñó entre 1991 y 1992. En 1993 fue nombrado jefe de la Región Policial de Ica. Trabajó también en la Justicia Militar. Fue sucesivamente director de Bienestar y de Instrucción. Finalmente, fue nombrado director general de la Policía Nacional, cargo que ejerció de 18 de abril de 1997 a 28 de octubre de 2000, cuando fue nombrado ministro del Interior.

### Ministro del Interior
El 28 de octubre de 2000, juró como ministro del Interior del gobierno de Alberto Fujimori, que se hallaba ya en su tercera y última etapa, fruto de la rerreelección de ese mismo año. Su nombramiento se dio en el contexto de la renovación de los mandos militares, cuando el general EP Walter Chacón Málaga (su antecesor en el despacho del Interior) pasó a ser presidente del Comando Conjunto de las Fuerzas Armadas del Perú. Cabe destacar que era la primera vez en la historia peruana que un miembro de la policía asumía como ministro del Interior. 
Apenas estuvo tres semanas en el cargo. Ya por entonces se habían revelado los vladivideos que probaban la corrupción institucionalizada del gobierno. Esto aceleró la caída de Fujimori, quien huyó al Japón y renunció a la presidencia vía fax. El Congreso tuvo entonces que declarar la vacancia presidencial por incapacidad moral del mandatario.
Finalizada así abruptamente su función de ministro, Dianderas pasó a ser investigado e inhabilitado por el Congreso, al igual que otros exministros del fujimorato. En cuanto a su carrera policial, pasó al retiro a principios de 2001.

### Procesos judiciales e indulto
Dianderas fue procesado por diversos delitos cometidos en el ejercicio de su función pública durante el fujimorato. Uno de ellos fue por haber forzado a oficiales de la PNP a firmar un acta de apoyo a Vladimiro Montesinos, el asesor del presidente Fujimori. Por este delito fue condenado a seis años de prisión, que luego se redujeron a cinco. Purgó su condena en el penal de San Jorge y en prisión domiciliaria.
También fue procesado por estar involucrado en la red de corrupción de Montesinos y por el uso indebido de fondos públicos para contratar infiltrados en actividades de inteligencia. En total acumuló nueve procesos judiciales, que quedaron archivados cuando el segundo gobierno de Alan García le otorgó el indulto humanitario en el 2008.
Dicho indulto se basó en un informe médico que afirmaba que Dianderas padecía de insuficiencia coronaria aguda y dermatitis atópica severa. Pese a no tratarse de una enfermedad terminal, la Comisión de Gracias presidida por Facundo Chinguel dio su visto bueno y en tiempo record el presidente García dio una Resolución Suprema, otorgando el indulto por razones humanitarias, con fecha de 6 de marzo de 2008.
Actualmente vive con su familia en buen estado de salud.